# Agriotes gallicus
Agriotes gallicus là một loài bọ cánh cứng trong họ Elateridae. Loài này được Lacordaire miêu tả khoa học năm 1835.